# 478
Năm 478 là một năm trong lịch Julius.